# William Geoffrey Arnott
William Geoffrey Arnott (17 septembre 1930 – 1er décembre 2010) est un helléniste britannique, professeur de langue et littérature grecque à l'université de Leeds. Il a étudié la poésie comique et d'autres formes de poésie, ainsi que les oiseaux dans le monde antique.

## Jeunesse et éducation
William Geoffrey Arnott est né à Bury, Lancashire et a fréquenté la Bury Grammar School de 1940 à 1947. Il a étudié les lettres classiques au Pembroke College de Cambridge, où il a obtenu en 1952 un baccalauréat ès arts avec mention très bien (converti comme d'habitude en maîtrise ès arts (Oxbridge et Dublin)). Alors qu'il était étudiant à Pembroke, il a remporté le prix Porson de poésie grecque. En 1960, il a obtenu un doctorat de l'université de Cambridge, avec une thèse sur le poète comique Alexis.

## Carrière universitaire
William Geoffrey Arnott est chargé de cours au King's College de Cambridge de 1960 à 1963. En 1963, il est nommé maître de conférences à l'Université de Newcastle upon Tyne et en 1968, il a pris la chaire de grec langue et littérature à l'université de Leeds.
Pendant ses études à Leeds, Arnott est professeur invité aux universités de Colombie-Britannique, d'Alexandrie, du Queensland et de Bologne. En 1973, il est chercheur à l'Institute for Advanced Study de Princeton, dans le New Jersey. Au cours de l'année universitaire 1987-1988, il est chercheur invité au Gonville and Caius College de Cambridge.
Il prend sa retraite en 1991 et devient professeur émérite.
Arnott est l'un des plus grands experts mondiaux de la poésie comique grecque, notamment celle d'Alexis et de Ménandre. L'édition exhaustive des fragments d'Alexis remonte à la thèse d'Arnott. De 1979 à 2000, il a édité l'édition complète, avec notes et traduction, des comédies de Ménandre, dont les œuvres étaient vastes, mais aussi difficiles à déchiffrer et à classer jusqu'aux découvertes de papyrus au XXe siècle. Ses autres domaines de travail comprenaient Euripide, les poètes hellénistiques, les prédécesseurs grecs du roman, Aristénète, Athénée de Naucratis et l'ornithologie dans l'Antiquité.

## Distinctions
En 1981, il devient membre de la « Società Italiana per lo Studio dell'Antichità Classica » et en 1999, il est nommé membre de la British Academy (FBA).

## Vie personnelle
L'observation des oiseaux a été son passe-temps de toujours. Arnott était membre de sa branche locale de la Royal Society for the Protection of Birds et de 1981 à 1984, il a été président du Leeds Birdwatchers Club. De ce passe-temps est né un intérêt pour les oiseaux dans la culture ancienne, qui a alimenté certains de ses intérêts de recherche.
Arnott est décédé le 1er décembre 2010 à l'âge de 80 ans. Il laisse derrière lui son épouse Vera et leurs filles Alison, Hilary et Rosemary.